# Västlig blåmaskparakit
Västlig blåmaskparakit (Northiella narethae) är en fågel i familjen östpapegojor inom ordningen papegojfåglar som förekommer i Australien. 

## Utbredning och systematik
Arten förekommer från sydöstra Western Australia till sydvästra South Australia. Tidigare betraktades västlig och östlig blåmaskparakit (N. haematogaster) som samma art. Vissa auktoriteter gör det fortfarande.

## Status
IUCN erkänner inte västlig blåmaskparakit som art, varför dess hotstatus inte bedömts.

## Namn
Fågelns vetenskapliga artnamn syftar på orten Naretha i Western Australia, medan släktesnamnet hedrar Alfred John North (1855-1917), en australiensisk juvelerare och äggsamlare.